# 대한성공회 선교교육원
대한성공회 선교교육원은 성공회 신앙교육과 교재발행을 하는 기독교 출판사이며, 대한성공회 서울교구에 속해 있다. 현재 서울특별시 중구 정동 3번지에 위치하고 있다.

## 하는 일
- 교재 발행 : 어린이 주일학교 교재, 중고등부 교회학교 교재, 구역기도 교재 등의 정기적인 교육용 교재 발행
- 평신도 통신대학 운영 및 교재제작 : 평신도통신대학은 1987년도부터 실시하고 있는 통신교육이다. 통신성서 과정, 통신교리 과정, 통신신학과정으로 구성되어 있다.
- 기독교 단행본 출간
- 서울교구에 속한 성공회 교회들의 주일학교 교사들을 대상으로 한 여름성서학교 교사강습회 등의 다양한 교회 교육 기획 운영

## 같이 보기
- 대한성공회 서울교구